# Futbol'nyj Klub Dynamo Kyïv 1967
Questa voce raccoglie le informazioni riguardanti il Futbol'nyj Klub Dynamo Kyïv, meglio conosciuta come Dinamo Kiev, nelle competizioni ufficiali della stagione 1967.

## Stagione
La Dinamo Kiev, allenata da Viktor Maslov, nella stagione 1967 vinse il suo secondo campionato sovietico consecutivo, distanziando di 5 punti la Dinamo Mosca. In coppa nazionale i campioni in carica furono eliminati agli ottavi di finale dal CSKA Mosca, finalista dell'edizione. Il cammino europeo dei sovietici si fermò agli ottavi di finale di Coppa dei Campioni contro i polacchi del Górnik Zabrze.

## Rosa
| N. |                             | Ruolo | Calciatore           |
| -- | --------------------------- | ----- | -------------------- |
| -  | Unione Sovietica (bandiera) | P     | Viktor Bannikov      |
| -  | Unione Sovietica (bandiera) | P     | Evgenij Rudakov      |
| -  | Unione Sovietica (bandiera) | D     | Serhij Krulykovs'kyj |
| -  | Unione Sovietica (bandiera) | D     | Volodymyr Levčenko   |
| -  | Unione Sovietica (bandiera) | D     | Leonīds Ostrovskis   |
| -  | Unione Sovietica (bandiera) | D     | Volodymyr Ščegol'kov |
| -  | Unione Sovietica (bandiera) | D     | Vadym Sosnychin      |
| -  | Unione Sovietica (bandiera) | D     | Vasyl' Turjančyk     |
| -  | Unione Sovietica (bandiera) | C     | József Szabó         |

| N. |                             | Ruolo | Calciatore            |
| -- | --------------------------- | ----- | --------------------- |
| -  | Unione Sovietica (bandiera) | C     | Andrij Biba           |
| -  | Unione Sovietica (bandiera) | C     | Ferenc Medvigy        |
| -  | Unione Sovietica (bandiera) | C     | Volodymyr Muntjan     |
| -  | Unione Sovietica (bandiera) | C     | Viktor Serebrjanykov  |
| -  | Unione Sovietica (bandiera) | A     | Anatolij Byšovec      |
| -  | Unione Sovietica (bandiera) | A     | Vitalij Chmel'nyc'kyj |
| -  | Unione Sovietica (bandiera) | A     | Valerij Porkujan      |
| -  | Unione Sovietica (bandiera) | A     | Anatolij Puzač        |

## Risultati

### Campionato
| Baku 2 aprile 1967 1ª giornata | Neftyanik Baku | 0 – 1 referto | Dinamo Kiev | Stadio Lenin di Baku |

| Erevan 7 aprile 1967 2ª giornata | Ararat | 0 – 0 referto | Dinamo Kiev | Stadio della Repubblica |

| Kiev 12 aprile 1967 3ª giornata | Dinamo Kiev | 1 – 0 referto | Spartak Mosca | Stadio Centrale |

| Kiev 17 aprile 1967 4ª giornata | Dinamo Kiev | 2 – 3 referto | Dinamo Mosca | Stadio Centrale |

| Odessa 23 aprile 1967 5ª giornata | Černomorec | 0 – 0 referto | Dinamo Kiev | Central'nyj stadion ?MP |

| Kiev 27 aprile 1967 6ª giornata | Dinamo Kiev | 3 – 0 referto | Šachtar | Stadio Centrale |

| Kiev 2 maggio 1967 7ª giornata | Dinamo Kiev | 2 – 0 referto | SKA Rostov | Stadio Centrale |

| Alma-Ata 9 maggio 1967 8ª giornata | Qairat | 0 – 1 referto | Dinamo Kiev | Stadio Centrale di Alma-Ata |

| Tashkent 15 maggio 1967 9ª giornata | Paxtakor | 0 – 2 referto | Dinamo Kiev | Stadio Centrale di Pakhtakor |

| Tbilisi 23 maggio 1967 10ª giornata | Dinamo Tbilisi | 1 – 1 referto | Dinamo Kiev | Stadio Dinamo |

| Kutaisi 28 maggio 1967 11ª giornata | Torpedo Kutaisi | 1 – 1 referto | Dinamo Kiev | Stadio Centrale di Kazan' |

| Kiev 13 giugno 1967 12ª giornata | Dinamo Kiev | 2 – 0 referto | Zarja | Stadio Centrale |

| Mosca 28 giugno 1967 13ª giornata | Lokomotiv Mosca | 0 – 0 referto | Dinamo Kiev | Stadio Lokomotiv |

| Kiev 4 luglio 1967 14ª giornata | Dinamo Kiev | 0 – 0 referto | Torpedo Mosca | Stadio Centrale |

| Kujbyšev 13 luglio 1967 15ª giornata | Kryl'ja Sovetov Kujbyšev | 0 – 0 referto | Dinamo Kiev | Stadio Dinamo |

| Mosca 29 luglio 1967 16ª giornata | CSKA Mosca | 1 – 1 referto | Dinamo Kiev | Stadio Lenin |

| Minsk 23 luglio 1967 17ª giornata | Dinamo Minsk | 1 – 3 referto | Dinamo Kiev | Stadio Dinamo |

| Leningrado 2 agosto 1967 18ª giornata | Zenit Leningrado | 0 – 3 referto | Dinamo Kiev |  |

| Donec'k 7 agosto 1967 19ª giornata | Šachtar | 2 – 1 referto | Dinamo Kiev | Stadio Centrale Šachtar |

| Rostov sul Don 11 agosto 1967 20ª giornata | SKA Rostov | 0 – 0 referto | Dinamo Kiev | Stadio Rostselmash |

| Kiev 15 agosto 1967 21ª giornata | Dinamo Kiev | 1 – 0 referto | Černomorec | Stadio Centrale |

| Kiev 23 agosto 1967 22ª giornata | Dinamo Kiev | 2 – 0 referto | Torpedo Kutaisi | Stadio Centrale |

| Kiev 28 agosto 1967 23ª giornata | Dinamo Kiev | 3 – 0 referto | Dinamo Tbilisi | Stadio Centrale |

| Kiev 4 settembre 1967 24ª giornata | Dinamo Kiev | 4 – 0 referto | Paxtakor | Stadio Centrale |

| Kiev 10 settembre 1967 25ª giornata | Dinamo Kiev | 3 – 0 referto | Qairat | Stadio Centrale |

| Mosca 4 novembre 1967 26ª giornata | Spartak Mosca | 0 – 2 referto | Dinamo Kiev | Stadio Lenin |

| Mosca 27 settembre 1967 27ª giornata | Dinamo Mosca | 0 – 0 referto | Dinamo Kiev | Stadio Dinamo |

| Luhans'k 10 ottobre 1967 28ª giornata | Zarja | 1 – 4 referto | Dinamo Kiev | Stadio Avangard |

| Mosca 19 ottobre 1967 29ª giornata | Torpedo Mosca | 0 – 1 referto | Dinamo Kiev | Stadio Lenin |

| Kiev 24 ottobre 1967 30ª giornata | Dinamo Kiev | 1 – 0 referto | Lokomotiv Mosca | Stadio Centrale |

| Kiev 29 ottobre 1967 31ª giornata | Dinamo Kiev | 2 – 0 referto | Neftyanik Baku | Stadio Centrale |

| Kiev 23 novembre 1967 32ª giornata | Dinamo Kiev | 0 – 0 referto | Ararat | Stadio Centrale |

| Kiev 8 novembre 1967 33ª giornata | Dinamo Kiev | 2 – 0 referto | Kryl'ja Sovetov Kujbyšev | Stadio Centrale |

| Kiev 12 novembre 1967 34ª giornata | Dinamo Kiev | 0 – 0 referto | CSKA Mosca | Stadio Centrale |

| Kiev 3 dicembre 1967 35ª giornata | Dinamo Kiev | 0 – 1 referto | Dinamo Minsk | Stadio Centrale |

| Kiev 20 novembre 1967 36ª giornata | Dinamo Kiev | 2 – 0 referto | Zenit Leningrado | Stadio Centrale |

### Kubok SSSR
| Arbitro: | Tjurikov (Charkiv) |

|  |           |                          |
|  | Marcatori | 21’ Šcegol'kov 84’ Szabó |

| Arbitro: | Härms (Tallinn) |

|                                |           |  |
| Kaplyčnyj 21’ Polikarpov , 65’ | Marcatori |  |

### Coppa dei Campioni
| Arbitro: | Tschenscher |

|            |           |                      |
| Lennox 62’ | Marcatori | 3’ Puzač 43’ Byšovec |

| Arbitro: | Sbardella |

|             |           |            |
| Byšovec 89’ | Marcatori | 60’ Lennox |

| Arbitro: | Dumitrescu |

|                 |           |                            |
| Olek 12’ (aut.) | Marcatori | 15’ Szołtysik 61’ Lubański |

| Arbitro: | Boström |

|               |           |               |
| Szołtysik 43’ | Marcatori | 37’ Turjancyk |

## Statistiche

### Statistiche di squadra
| Competizione       | Punti | Totale | Totale | Totale | Totale | Totale | Totale | DR  |
| Competizione       | Punti | G      | V      | N      | P      | Gf     | Gs     | DR  |
| ------------------ | ----- | ------ | ------ | ------ | ------ | ------ | ------ | --- |
| Pervaja Gruppa A   | 54    | 36     | 21     | 12     | 3      | 51     | 11     | +40 |
| Coppa dell'URSS    | -     | 2      | 1      | 0      | 1      | 2      | 3      | -1  |
| Coppa dei Campioni | -     | 4      | 1      | 2      | 1      | 5      | 5      | 0   |
| Totale             | -     | 42     | 23     | 14     | 5      | 58     | 19     | +39 |